# Stora Abborrtjärnen (Högsäters socken, Dalsland)
Stora Abborrtjärnen är en sjö i Färgelanda kommun i Dalsland och ingår i Göta älvs huvudavrinningsområde. Stora Abborrtjärnen ligger i Kroppefjäll Natura 2000-område.